# جو روب
جو روب (بالإنجليزية: Joe Robb)‏ هو لاعب كرة قدم أمريكية أمريكي، ولد في 15 مارس 1937 في لوفكين في الولايات المتحدة، وتوفي في 18 أبريل 1987.

## وصلات خارجية
- جو روب على موقع مرجع كرة القدم المحترفة.كوم (الإنجليزية)